# Scopula leuculata
Scopula leuculata là một loài bướm đêm trong họ Geometridae.